# Musée de Lachine
Le Musée de Lachine est situé dans l'arrondissement de Lachine de Montréal. Le musée a été fondé en 1948, deux ans après que la Ville de Lachine se fut portée acquéreur de la Maison Le Ber-Le Moyne.
Le complexe muséal comprend le site patrimonial Le Ber-Le Moyne, une collection archéologique classée, deux bâtiments du XVIIe siècle dont la maison Le Ber-Le Moyne, le plus ancien bâtiment complet de Montréal. Il y a aussi un jardin de 50 sculptures contemporaines. 
Ce secteur correspond à la terre, en bordure du fleuve Saint-Laurent, que René-Robert Cavelier de La Salle a vendu en 1669 à Jacques Le Ber et Charles Le Moyne.

## Maison Le Ber-Le Moyne

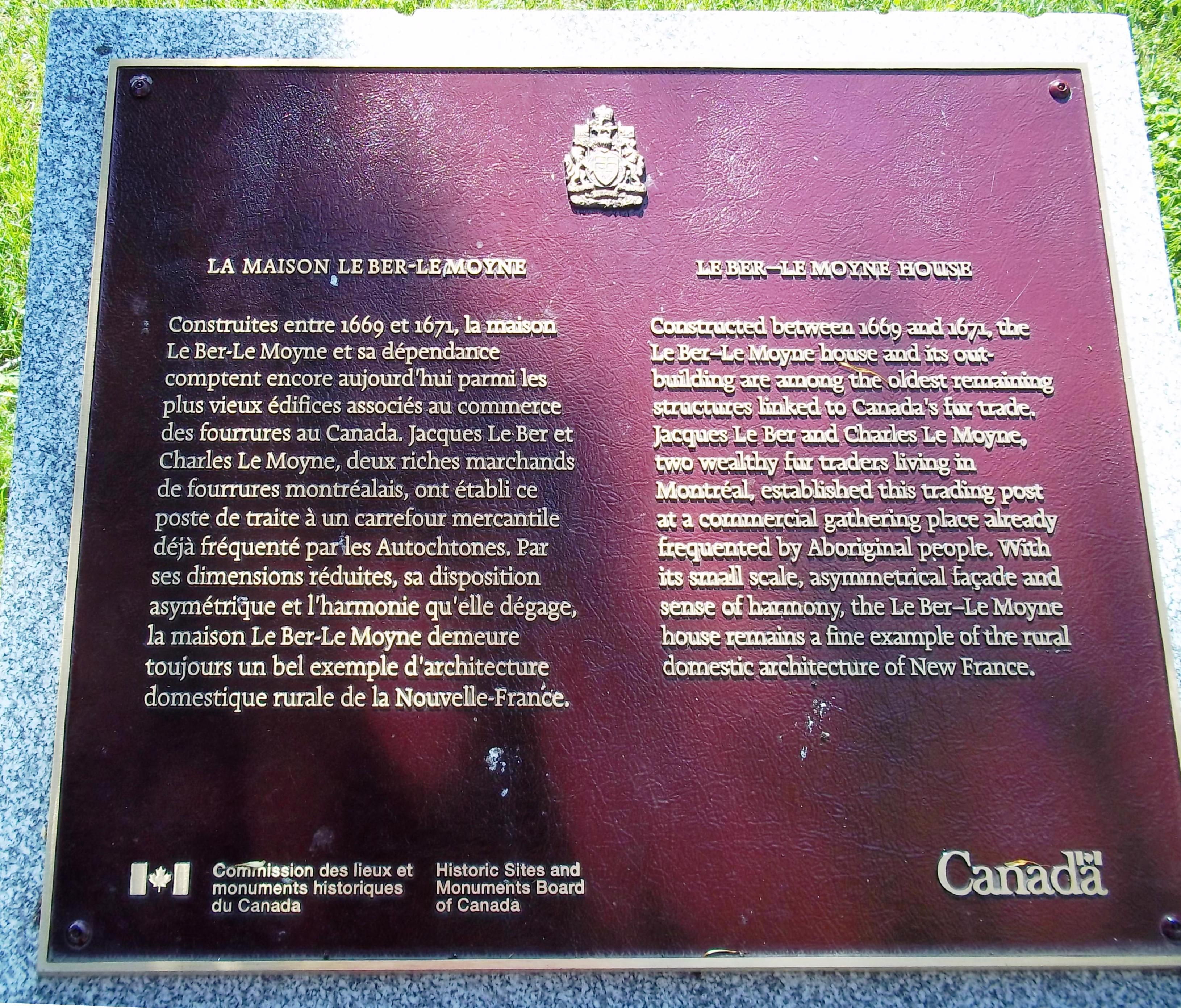
Plaque commémorative

Entre 1669 et 1671, les beaux-frères Charles Le Moyne et Jacques Le Ber font construire le premier commerce de fourrure de Lachine. Le bâtiment servira comme commerce de fourrure pour un peu plus d'une décennie. Les deux marchands n’habitaient pas le bâtiment, mais l’utilisaient comme lieu de travail pour leurs employés. Situé en amont des rapides de Lachine, cet endroit constituait un des points stratégiques permettant de contrôler la traite des fourrures. L’emplacement, qui se trouve à la tête des rapides de Lachine, favorisait le débarquement des canots à l’abri du courant qui s’intensifie rapidement dans cette partie du fleuve Saint-Laurent. Un inventaire des biens de Charles LeMoyne nous indique que les marchands cessent d'utiliser les bâtiments entre 1680 et 1685. Des trouvailles archéologiques et d’anciens documents de notaire prouvent que le bâtiment avait en effet une vocation commerciale au XVIIe siècle. Aujourd’hui, la Maison Le Ber-Le Moyne reste donc le seul élément physique connu encore debout ayant appartenu à  la carrière de Charles LeMoyne et qui peut lui être associé.
En 1687 le bâtiment est acheté par Guillmont dit Lalande. Il abandonnera le site en 1698 à la suite du massacre de Lachine et déménagera à Montréal.
En 1695 Marguerite Chorel, épouse du militaire Guillaume de Lorimier, devient propriétaire du site. Le couple s’établit à Lachine vers 1698. Devenue veuve en 1709, Chorel fait exploiter la terre et partage la maison avec son fils Claude Nicolas Guillaume de Lorimier et sa fille Marie Jeanne de Lorimier jusqu’à son décès en 1736. À son décès, elle transmet le reste de ses droits immobiliers à ses deux enfants. Claude Nicolas Guillaume et Marie Jeanne et son mari, l’officier militaire Joachim de Sacquespée  partagent la maison située sur le terrain appartenant à Marie-Jeanne. Les terres et la maison sont vendues au décès de Marie-Jeanne en 1765.
L’aubergiste irlandais Hugh Heney acquiert en 1765 la partie sud-ouest de la ferme de Lorimier comprenant la maison. Trois ans plus tard, il engage le menuisier Jean-Baptiste Crête pour la rénover. Heney mettra au goût du jour la maison selon la mode britannique et la rendra plus confortable. Il fait notamment la réfection du mur sud et ajoute trois lucarnes. Heney n’y demeure pas, mais fait cultiver la terre.
À compter des années 1840 et avec l’élargissement du canal de Lachine, une partie du terrain perd sa vocation agricole et est lotie pour la construction de logements ouvriers. Le militaire à  la retraite Edward P. Wilgress acquiert la propriété en 1844. Il est possible que la galerie couverte par le prolongement du larmier du toit soit ajoutée à cette époque. Une œuvre de Frances A. Hopkins intitulée « Wilgress House and Garden, Lachine » indique que la véranda est déjà présente entre 1858 et 1860 et confirme l’ajout de trois lucarnes sur la toiture. L’aquarelle réalisée par de H. Burnett en 1868 illustre la galerie à l’avant et une annexe en briques à l’arrière. L’aquarelle montre aussi que les souches de cheminées ont été refaites en briques. Par la suite, J.E. Taylor réalisera une aquarelle The Cottage. Lachine en 1869. Cette aquarelle démontre que la serre fut construite avant 1869.
L’ancienneté de la Maison étant reconnue, la municipalité de Lachine l’acquiert en 1946 et y ouvre un musée en 1948. Des travaux de restauration majeurs sont entrepris entre 1981 et 1985.  La Maison et sa dépendance sont dépouillées de presque tous les ajouts des derniers siècles afin de consolider les vestiges et rétablir les bâtiments le plus près de leur état original tout en tenant compte de leur évolution et de leurs besoins actuels.
Des fouilles archéologiques sont réalisées entre 1998-2000 et 2009-2010 par  firme Archéotec. La firme Archéocène réalise les fouilles de 2013-2014. Bien que les historiens Léon Robichaud et Alan Stewart proposent en 1999 que le bâtiment a brulé lors du massacre de Lachine en 1689 et a été reconstruit par Marguerite Chorel et son mari Guillaume de Lorimier entre 1695 et 1698, les fouilles archéologiques menées par la firme Archéotec entre 1998-2000 et 2009-2010 réfutent cette hypothèse. Les archéologues n’ont pas de preuve d’un incendie majeur, ni d’un agrandissement. Selon Archéotec, la grande quantité d’artefacts liés à la traite au XVIIe siècle dans des couches d’occupations en place, entre autres le cendrier,confirme l’ancienneté de la maison.

## Musée plein air de Lachine
Plusieurs sculptures ornent l’arrondissement de Lachine à Montréal. Elles se trouvent sur le site du Musée de Lachine, dans le parc René-Lévesque et les parcs riverains de Lachine.
Le Musée plein air de Lachine tire son origine de trois symposiums de sculpture réalisés à Lachine en 1985, 1986 et 1988. Les symposiums à Lachine avaient pour objectif d’acquérir un certain nombre de sculptures en vue de créer un musée plein air. Le projet se réalise avec l’aide des organismes Sodip-Art et le Centre des arts contemporains de Montréal, dirigés par l’artiste-sculpteur Dominique Rolland. Celui-ci crée aussi une œuvre lors de la première édition du symposium. Les industries de Lachine participent au projet et fournissent le matériel, l’acier, le béton et la pierre, pour la réalisation des œuvres. Deux éditions du Salon de la sculpture en 1992 et 1994 s’ajoutent ensuite à la série d’événements sur la sculpture et permettent d’enrichir la collection du Musée plein air. Pour bonifier l’ensemble du corpus de sculptures, certaines sont acquises plus tard par le Musée de Lachine grâce à la générosité de donateurs ou par des commandes et des dépôts. Il regroupe des œuvres d'artistes reconnus tels que Linda Covit, Bill Vazan, Henry Saxe, Ulysse Comtois, Michel Goulet et Marcel Barbeau.
Le Musée de Lachine offre une série d'expositions et d'activités gratuites. En plus du jardin de sculptures, le Musée regroupe le site patrimonial LeBer-LeMoyne, une collection archéologique classée, une collection d’œuvres d'art et des bâtiments du XVIIe siècle. Son adresse est le 1, chemin du Musée.
Il est accessible par le métro Angrignon  et par les autobus 110 et 195 de la STM.